# إسبانيا للطيران

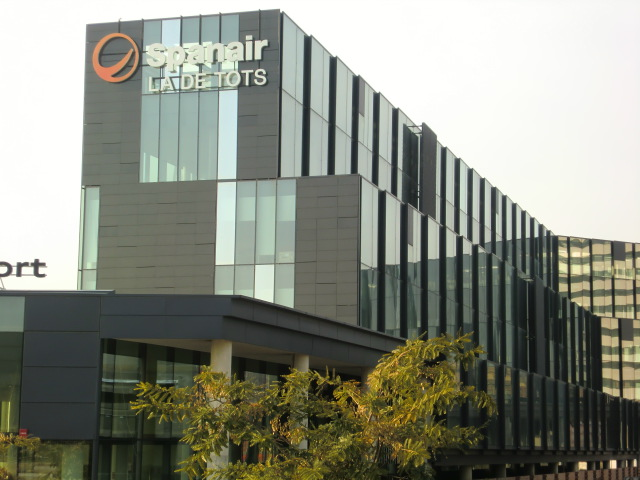
المقر الرئيسي للشركة

الشعار السابق

إسبانيا للطيران (بالإنجليزية: Spanair)‏ كانت شركة طيران إسبانية خاصة، يقع مقرها الرئيسي في مدينة بالما دي مايوركا الإسبانية، وتتخذ من مطار مدريد باراخاس الدولي ومطار برشلونة الدولي مركزين لعملياتها، تقدم إسبانيا للطيران خدماتها لأكثر من 25 وجهة في أوروبا، وغرب أفريقيا. كانت الخطوط الجوية الإسكندنافية تمتلكإلى وقت قريب نسبة 94% من رأس مال إسبانيا للطيران، لكنها أعلنت في يونيو 2007 أنها ستبيع نسبة 74% من حصتها، واشترت بعض رجال الأعمال الإسبان هذه الأسهم، وأصبحت الخطوط الإسكندنافية تمتلك حالياً 20% من رأس المال الشركة فقط، ويعمل بالشركة حالياً ما يقارب 2,535 موظف، وتعد إسبانيا للطيران عضو في تحالف ستار.

## نبذة تاريخية
يرجع تاريخ إنشاء شركة إسبانيا للطيران إلى ديسمبر 1986 وبدأت عملياتها فعلياً في مارس 1988، وكانت عبارة عن مشروع مشترك بين شركتي الخطوط الجوية الإسكندنافية وفياجيز مارسنس الإسبانية طبقاً للمواثيق الأوروبية، وبدأت عملياتها برحلات جوية ذات مسافات طويلة إلى الولايات المتحدة، المكسيك وجمهورية الدومينيكان على طائرات بعيدة المدى من طراز بوينغ 767-300، وبعد ذلك بدأت رحلاتها الداخلية في مارس 1994، وأنضمت الشركة إلى تحالف ستار أكبر تحالف طيران في العالم سنة 2003.

## إتفاقيات الرمز المشترك
عقدت إسبانيا للطيران اتفاقيات عديدة للرمز المشترك وهذه الشركات هي:
- طيران كندا (تحالف ستار).
- طيران كوميت.
- طيران البلطيق.
- بي إم أي (تحالف ستار).
- لوفتهانزا (تحالف ستار).
- خطوط لوت الجوية البولندية.
- تاب برتغال.
- الخطوط الجوية التايلاندية (تحالف ستار).
- يو إس إيرويز (تحالف ستار).

## الوجهات

### خطوط جديدة
- قامت إسبانيا للطيران منذ عام 20 مايو 2007 بتسيير رحلات يومية من مدريد وبرشلونة إلى كلاً من الجزائر والدار البيضاء على متن طائرات من طراز إيرباص إيه 320، وقامت بتسيير رحلات يومية من مدينة بلباو إلى مدينة شريش الإسبانيتين.
- زادت الشركة من وتيرة رحلاتها إلى الجزائر من سبتمبر 2007 لتصبح رحلة يومية من مدينتي مدريد وبرشلونة، كما تشغل رحلات موسمية في فصل الصيف بين الجزائر ومدينة بالما دي مايوركا الإسبانية.

### توقف نشاطها
يوم 27 يناير 2012 أعلنت الشركة إفلاسها وتوقف نشاطها